# Marco Murgano
Marco Murgano (Lavagna, 29 marzo 1998) è un ex ciclista su strada italiano, professionista dal 2023 al 2024.

## Palmarès

### Strada
- 2018 (Maltinti Lampadari-Banca di Cambiano, una vittoria)

Trofeo Corsanico
- 2020 (Casillo-Petroli Firenze-Hopplà, una vittoria)

Gran Premio San Luigi

#### Altri successi
- 2015 (Juniores)

Classifica giovani Giro della Lunigiana

## Piazzamenti

### Classiche monumento
- Milano-Sanremo

2024: 155º